# Liste der Bodendenkmale in Langeneß
In der Liste der Bodendenkmale in Langeneß sind die Bodendenkmale der Gemeinde Langeneß nach dem Stand der Bodendenkmalliste des Archäologischen Landesamts Schleswig-Holstein von 2016 aufgelistet. Die Baudenkmale sind in der Liste der Kulturdenkmale in Langeneß aufgeführt.
| Denkmal-ID           | Befundart | Bezeichnung                     | Zeitstellung         | Lage | Bemerkungen | Bild |
| -------------------- | --------- | ------------------------------- | -------------------- | ---- | ----------- | ---- |
| aKD-ALSH-Nr. 001 306 | Siedlung  | Warft/Deichsiedlung             |                      |      | Warft       |      |
| aKD-ALSH-Nr. 001 307 | Siedlung  | Fething/Süßwassertränke (Warft) | Mittelalter, Neuzeit |      |             |      |
| aKD-ALSH-Nr. 001 308 | Siedlung  | Fething/Süßwassertränke (Warft) | Mittelalter, Neuzeit |      |             |      |
| aKD-ALSH-Nr. 001 309 | Siedlung  | Fething/Süßwassertränke (Warft) | Mittelalter, Neuzeit |      |             |      |
| aKD-ALSH-Nr. 001 310 | Siedlung  | Fething/Süßwassertränke (Warft) | Mittelalter, Neuzeit |      |             |      |
| aKD-ALSH-Nr. 001 311 | Siedlung  | Fething/Süßwassertränke (Warft) | Mittelalter, Neuzeit |      |             |      |
| aKD-ALSH-Nr. 001 312 | Siedlung  | Fething/Süßwassertränke (Warft) | Mittelalter, Neuzeit |      |             |      |
| aKD-ALSH-Nr. 001 313 | Siedlung  | Fething/Süßwassertränke (Warft) | Mittelalter, Neuzeit |      |             |      |
| aKD-ALSH-Nr. 001 314 | Siedlung  | Fething/Süßwassertränke (Warft) | Mittelalter, Neuzeit |      |             |      |
| aKD-ALSH-Nr. 001 315 | Siedlung  | Fething/Süßwassertränke (Warft) | Mittelalter, Neuzeit |      |             |      |
| aKD-ALSH-Nr. 001 316 | Siedlung  | Fething/Süßwassertränke (Warft) | Mittelalter, Neuzeit |      |             |      |
| aKD-ALSH-Nr. 001 317 | Siedlung  | Fething/Süßwassertränke (Warft) | Mittelalter, Neuzeit |      |             |      |
| aKD-ALSH-Nr. 001 318 | Siedlung  | Fething/Süßwassertränke (Warft) | Mittelalter, Neuzeit |      |             |      |
| aKD-ALSH-Nr. 001 319 | Siedlung  | Fething/Süßwassertränke (Warft) | Mittelalter, Neuzeit |      |             |      |
| aKD-ALSH-Nr. 001 320 | Siedlung  | Fething/Süßwassertränke (Warft) | Mittelalter, Neuzeit |      |             |      |
| aKD-ALSH-Nr. 001 321 | Siedlung  | Fething/Süßwassertränke (Warft) | Mittelalter, Neuzeit |      |             |      |
| aKD-ALSH-Nr. 001 322 | Siedlung  | Fething/Süßwassertränke (Warft) | Mittelalter, Neuzeit |      |             |      |
| aKD-ALSH-Nr. 001 323 | Siedlung  | Fething/Süßwassertränke (Warft) | Mittelalter, Neuzeit |      |             |      |